# Ewald Döpper
Ewald Döpper, meist Bauer Ewald genannt, (* 11. August 1929 in Seppenrade; † 24. November 1994) war ein deutscher Landwirt. Er baute den Prickings-Hof im Münsterland auf.

## Leben
Ewald Döpper wurde als siebtes von zwölf Kindern in eine Bauernfamilie geboren. Nach acht Jahren Volksschule geriet er in seiner kurzen Wehrmachtszugehörigkeit in mehrmonatige Kriegsgefangenschaft. Danach arbeitete er auf verschiedenen münsterländischen Höfen.
Durch seine Heirat mit Maria-Henriette Pricking am 15. Oktober 1958 kam er in den Besitz des Prickings-Hof in Sythen-Lehmbraken (zu Haltern am See), der zunächst ein gewöhnlicher landwirtschaftlicher Betrieb war, jedoch mit der Zeit um ein Schlachthaus mit Probierstube und um eine Bäckerei ergänzt wurde. Vor den von Döpper organisierten Ausflugsfahrten zum Prickingshof war es allgemein üblich, die Menschen mit bekannten Sehenswürdigkeiten zur Teilnahme an diesen zu locken. Zu diesem Zweck kaufte er den angeblich schwersten Zuchtbullen und die ehemals angeblich größte Biogasanlage und lancierte die erste offizielle Tier-Peepshow, alle Superlative jeweils „der Welt“. Durch den Hof erlangte Ewald Döpper überregionale Bekanntheit.
Das Andenken an Ewald Döpper wird auf dem „Prickings-Hof“ nach wie vor gepflegt. Dem Besucher des Hofes ist „Bauer Ewald“ durch Zitate auf Schrifttafeln und auf Bildern allgegenwärtig.

## Medieninteresse
Neben wiederholten Besuchen regionaler, nationaler und internationaler Medien auf dem Hof sorgte vor allem das Einfliegen von Larry Hagman zu Döppers 65. Geburtstag im Sommer 1994 für ein großes Echo.
Für den Dokumentarfilm „Unter deutschen Dächern: Bauer Ewalds Wirtschaftswunder“ erhielt Constantin Pauli 1985 den Ernst-Schneider-Preis (Sonderpreis).

## Sonstiges
- Noch heute begrüßt ein Tonband mit der Stimme von „Bauer Ewald“ die Besucher.
- Döpper ließ sich täglich bei seinem Mittagsschlaf durch eine Glasscheibe beobachten.

## Schriften
- Jubiläumsband zum 33-jährigen Bestehen im Selbstverlag: Der Europa-Bauer Ewald. Der singende und dichtende, immer planende und bauende Bauer Ewald aus dem Münsterland. Als Initiator des Pricklings-Hofes weltbekannt. Idee und Verwirklichung: Bauer Ewald. 1958–1991, Sythen, 1992